# 棉蘭老島戰役
棉蘭老島戰役是美國聯同菲律賓在1945年3月10日至8月15日在菲律賓群島中的棉蘭老島對日本帝國所發動的軍事行動，代號為勝利者5號計劃，也是第二次世界大戰中解放菲律賓的行動之一，目的是解放菲律賓南部島嶼及消滅在島上的日本守軍。

## 背景
解放棉蘭老島的行動對美軍來說是個很大的挑戰，主要是有3個原因：島嶼崎嶇的地型、日軍兵力的增強及日軍較強的裝備，島上的日軍是日本在菲律賓最後剩下的部隊。
與美軍在其他菲律賓及太平洋進行過軍事行動的島嶼一樣，棉蘭老島的地形令美軍的推進增加困難。島上有一條長而不規則的海岸線，內陸有崎嶇不平的山區、森林、湖泊、沼澤、草地，更有鱷魚出沒的河流。這些地區滿佈馬尼拉麻蕉樹，令士兵必須在視線受阻的情況下通過這片地區，耗費大量體力。
棉蘭老島只有二條公路，令美軍難以前進。一號公路由南面的伊利亞納灣向東到達沃灣的迪弋斯市，然後再向北到達達沃市。另一條叫賽瑞公路，是橫貫全島南北之公路，由卡巴坎經布基農附近的山區的到達北部海岸的馬卡哈拉灣。
日軍部署了最強的防守在達沃灣地區，亦即全島最大及最重要的城市。他們在這裹掘戰壕固守，並在海岸佈滿大炮及高射炮。由於相信達沃灣將不能堅守，日軍亦在城市周圍設置防衛碉堡，準備以後撤至固守，盡量拖延戰事。

### 勝利者5號計劃
1945年3月10日，道格拉斯·麥克阿瑟上將命令美國第8軍團司令羅伯特·勞倫斯·艾克爾伯格中將開始勝利者5號計劃，收復棉蘭老島的剩餘部份。艾奇伯格預計此計劃執行時間共須4個月，但他錯誤預計了時間。儘管如此，他的下屬後來也提出了一個更有效的計劃。
由於估計日軍會在前線猛烈攻擊，計劃被修改為在西面不設防的伊利亞納灣登陸，然後經荒地及山區向東面推進，再從側面突擊。計劃的目標是透過攻擊的突然性及速度，令日軍產生生理上及心理上的壓力。計劃的成功關鍵在於登陸部隊的持久力和反應力，同時亦要寄望軍隊能在雨季來臨前完成行動。
陸上的行動將由美軍第10軍下的美軍第24步兵師和美軍第31步兵師負責。亞伯特·G·羅保海軍少將會率領第78.2兩棲特遣隊於4月17日運送第24步兵師在接近馬卡哈拉灣的海灘登陸並前往佔領機場。5天後，第31步兵師將前往一號公路以南32公里的巴朗登陸。

## 戰役經過

### 佔領三寶顏及蘇祿群島
在艾克爾伯格中將命令進攻棉蘭老島的同一天，由Jens A. Doe少將指揮的美軍第41步兵師正式執行勝利者5號計劃，進攻棉蘭老島西南部最大延伸部份 - 三寶顏半島，這與攻佔巴拉望島的勝利者3號計劃同時進行，一支人數眾多的守軍，為數大約9,000人的日本第54獨立混成旅團在南部海岸的三寶顏市。 
巴拉望島上的機場建設極其緩慢，這對棉蘭老島之空中支援產生策略上的影響，因此佔領三寶顏市東北大約145英哩（230km）的第波羅市機場臨時備用跑道對美軍來說極其重要，美軍第24步兵師第21步兵團負責控制機場，之後由Clayton C. Jerome指揮的海軍航空大隊將進駐該島、支援海上炮轟及登陸進攻三寶顏市。
經過美國第13航空大隊的轟炸及美國海軍3天的炮轟後，第162及第163步兵團在三寶顏市以西3英哩（5km）登陸，日軍抵抗微弱，第41步兵師很快便攻佔三寶顏市，這城市已在之前的炮轟中被毀滅，第2天，3月11日，美軍進攻山區的日軍據點時遭到頑強抵抗，這些據點能俯瞰整個海岸平原，之後2個星期，美軍士兵在海軍艦載機及炮火支援下，同日軍在5英哩長的前線激戰，一些坦克陷在陷阱裹，這裹滿佈砲座、鐵絲網、地雷區及輜重。
3月23日，經過激戰，日軍防線中央被突破，之後3天，第162步兵團繼續清除中央防區，代替第163步兵團的第186步兵團繼續進攻，1星期後終於在菲律賓遊擊隊支援下將日軍第54獨立混成旅團擊退及趕入山區，一段時間之後，掃蕩行動共做成美軍220人陣亡及日軍6,400人被殺。
在進攻三寶顏之同時，第41步兵師一些獨立單位進攻蘇祿群島，它位於三寶顏半島及婆羅洲之間，美軍很快便接連攻佔巴西蘭德、Malamaui、塔威塔威島、Sanga Sanga及Bangao，到4月9日，他們在蘇魯島遇到頑強抵抗，日軍之防線重點在達寶山，大約3,900名日軍被美軍及菲律賓遊擊隊消滅，4月22日，美軍經過激戰終於佔領全島，日軍殘餘逃走及在之後2個月內向西撤入山區，第163步兵團到1945年6月中共有40人陣亡及125人受傷，而日軍共損失超過2,000人。

### 佔領馬拉邦山
當第78·2特混艦隊正向灣實施登陸時，在棉蘭老島上由溫德·弗爾蒂指揮的菲律賓遊擊隊佔領馬拉邦山及附近的臨時機場，大約一個連的日軍正躲藏此地附近，遊擊隊很難找到他們，從4月3日起，海軍航空隊移到馬拉邦機場，他們根據游擊隊提供的情報，轟炸日軍據點，4月14日，殘餘日軍逃入山區。
在友軍完全控制馬拉邦山、盟軍發現一個機會可加快佔領棉蘭老島中部及很快改變計劃以應付這個新發展，第24步兵師在更接近1號公路的Parang登陸，因此加快進攻計劃。

### 推進到棉蘭老島中部
4月17日，當美軍在Parang登陸及第24步兵師快速向內陸推進時，第8軍團參謀人員正確地估計日軍會破壞1號公路上的橋樑，因此命令第533快艇及海岸工兵連及第3特別工兵旅開鑿棉蘭老河，此水道跟1號公路平衡，全長35英哩（56km）。

4月21日，一小隊炮艇向上遊開進，第2天，他們佔領了卡巴坎及1號公路與賽瑞公路的連接點，這裹接近日軍的據點，因此他們轉向西北，之後，棉蘭老河成為美軍在島上的主要供應線。

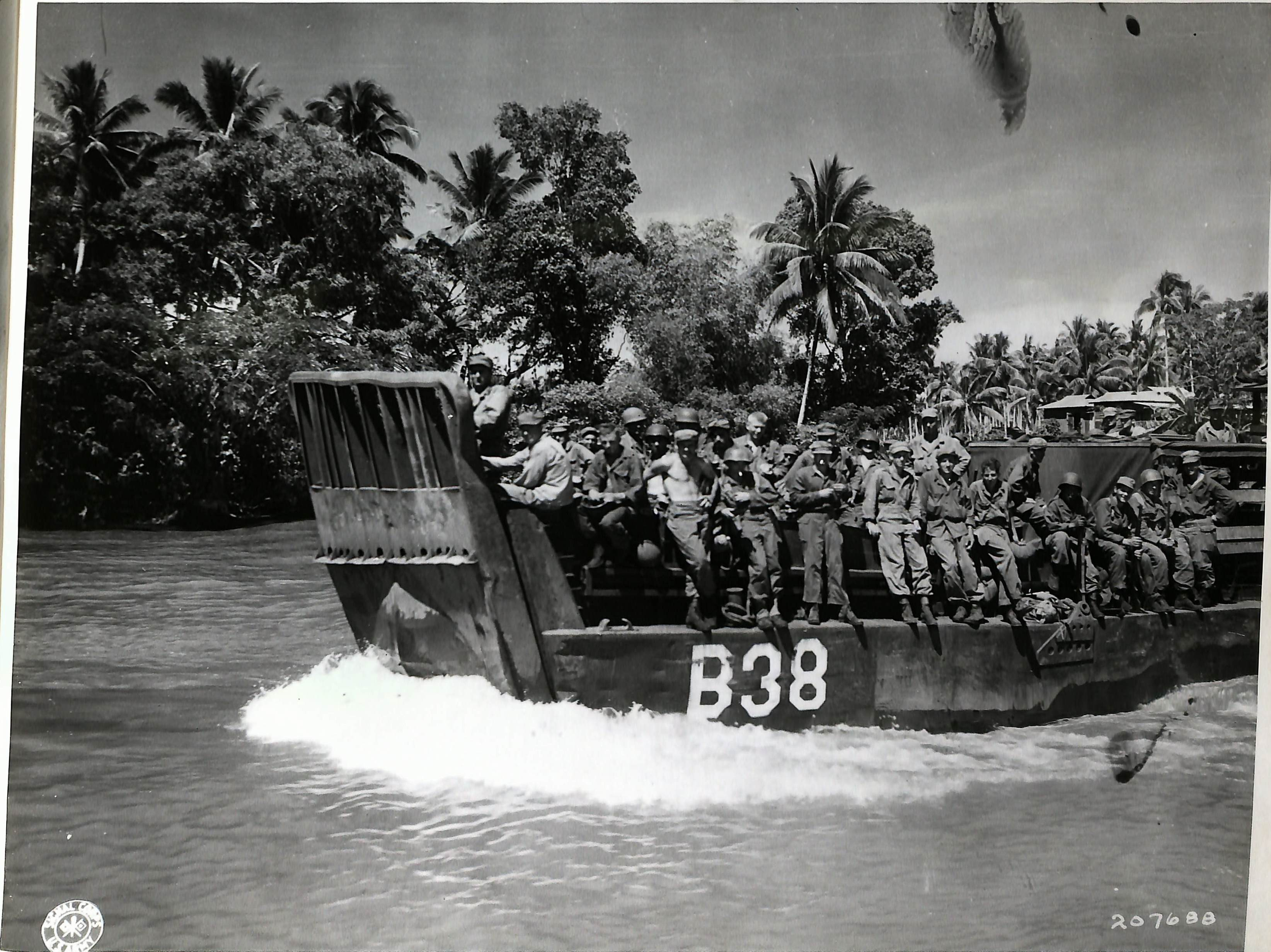
美國兩棲作戰部隊正渡過棉蘭老河

4月22日，第31步兵師在島上登陸，同時第24海軍航空大隊到達三寶顏，為作戰提供空中支援，當2個步兵師登陸後，第24步兵師沿1號公路經迪弋斯進攻達沃；第31步兵師從卡巴坎沿賽瑞公路進攻馬卡拉哈灣。
在戰略上，日軍容許美軍輕易佔領卡巴坎附近的公路連接點是巨大失誤，日軍第30師團及第100師團有可能被分割，因為它們容許第10軍保持進攻勢頭及這最終令它們被消滅，日軍失誤是由於艾奇伯格的部隊突然在伊利亞納灣登陸。
由於羅斯科·B·伍德拉夫少將指揮的美軍第24步兵師推進太快，在日軍原田將軍發現美軍在西海岸登陸之前已迫近迪弋斯市，4月27日，美軍到達迪弋斯，他們很快便消滅了日本守軍，因日軍只有向海的防禦工事，沒有構築向內陸的防禦工事，之後第24步兵師立即轉向北面向達沃前進。

### 在麻蕉田戰鬥
1945年5月3日，第24步兵師的先頭部隊進入達沃，部隊只遇到微弱抵抗，日軍在撤退入內陸前已盡量破壞這個城市，雖然面對炎熱及潮濕的天氣，美軍只用了15天便前進了115英哩及佔領了日軍控制下的最後一個菲律賓的重要城市，不過棉蘭老島的真正戰事才剛剛開始，這時第10軍已經慎重地繞過日軍主要防禦區域，雖然之前曾計劃消滅它們。
一位第24步兵師的記錄者寫道：「第24步兵師的士兵在進攻棉蘭老島的行動開始之前已知道此戰役是進攻菲律賓南部10個島嶼的戰役中最艱苦、最激烈及消耗最大的一役。除了日軍堅強防禦工事外，另一方面是島上的麻蕉田，在達沃省戰鬥的美軍士兵經常聽到馬尼拉麻蕉這個名詞，還繞達沃的郊區滿佈這種幼身的、高15到20呎的植物；它們在庶糖田附近生長，其長身、蒼翠繁茂的綠葉對防守者是很好的掩護，任何強壯的人必須集中全部體重到其腳部才能戰鬥...在麻蕉田，視線不超過10呎，沒有微風可穿越這些植物，很多人 - 無論美國人或日本人，都在裹面因高溫而倒下，唯一能找到敵人之辦法是不斷前進，直至被3至5碼外的敵人用機槍掃射為止。在往後之2個月，第24步兵師就是在這種環境中同日軍戰鬥，當找到敵人時，專門小組便通過麻蕉田尋找敵人之地下碉堡及陷阱。」
戰事進展緩慢，但美軍仍保持勢頭，在達沃以西5英哩（8km）的塔洛莫河東岸，第21步兵團的遭到敵人3面包圍，一些個人的英雄事蹟令人理解到在孤注一擲的戰鬥勝利同失敗的分別如何，5月14日，D連士兵詹姆士·戴蒙德在敵人圍攻中被碎片擊傷，但依然幫助救出其他傷兵，他用一支被遺棄之機關槍及一些子彈消除敵人火力，令其同伴能到達安全地方。
5月17日，第24步兵師恢復進攻，這時第19步兵團在菲律賓遊擊隊支援下，擊破日軍東翼和在5月29日攻佔滿東，日軍第100師團崩潰及撤退，但之後仍要掃蕩殘餘日軍。
第24步兵師在達沃附近的戰鬥中共有350人陣亡及1,615人受傷，日軍第100師團共損失4,500人。

### 攻佔馬來巴來
同時，4月27日起，第31步兵師第124步兵團沿1號公路向40英哩（65km）外的基巴韋前進，當時第一場季候雨開始來臨，
他們與日軍向南推進的一個連相遇，他們在強大火力支援下殺死50名日軍，其他日軍逃走。
5月3日，第31步兵師到達基巴韋，日軍抵抗微弱，5月6日，第124步兵團繼續沿賽瑞公路向北推進，日軍一個連奉命在馬卡哈拉灣以南30英哩（50km）阻擊美軍，以爭取更多時間給第30師團重組，他們阻擊美軍6天之久，直到5月12日，美軍在炮兵支援下才將日軍趕離道路，這時，美軍第40步兵師第108步兵團已在馬卡哈拉灣無人防守的海灘登陸，他們沿賽瑞公路南下，力圖與第31步兵師會合。
5月21日，第31步兵師攻佔馬來巴來，5月23日，第31步兵師與第40步兵師第108步兵團會合，美軍控制了整條賽瑞公路。之後美軍聯同菲律賓遊擊隊掃蕩逃入山中的日軍。
同時，達沃地區的第24步兵師繼續掃蕩日軍，6月10日，日軍有組織的抵抗才結束，而島上的零星戰事直到日本無條件投降才結束。

## 總結
當美軍及菲律賓游擊隊繼續在島上掃蕩時，艾克爾伯格中將宣佈日軍已經沒有任何有組織的抵抗。在島上，殘餘的22,000名日軍逃入山區防守直至戰爭結束向盟軍投降，菲律賓群島重光。大約10,000名日軍在戰役中陣亡，超過7,000人受傷及另外8,000人因飢餓及疾病而死，美軍則只損失了820人及有2,880人受傷。